# Guy Verhofstadt
Guy Maurice Marie Louise Verhofstadt (AFI: /vərˈɦɔfstɑt/; Dendermonde, 11 aprile 1953) è un politico belga, di orientamento liberale, attivo sia in Belgio sia nelle istituzioni dell'Unione europea.
Primo ministro del Belgio dal 1999 al 2008, ha ricoperto anche la carica di Vice Primo ministro e ministro del bilancio dal 1985 al 1987. È stato membro della Camera dei rappresentanti dal 1985 al 1995.
Dal 2009 è membro del Parlamento europeo dove è presidente del Gruppo dell'Alleanza dei Democratici e dei Liberali per l'Europa, ha fondato il gruppo federale inter-parlamentare Spinelli. È stato candidato dal Partito dell'Alleanza dei Liberali e dei Democratici per l'Europa alla carica di Presidente della Commissione europea nelle elezioni del Parlamento europeo del 2014, ed è il rappresentante del Parlamento europeo nei negoziati Brexit.

## Biografia
Suo padre era professore di storia in un ginnasio di Dendermonde, mentre sua madre era infermiera. Ha un fratello minore, Dirk, filosofo. Verhofstadt si laureò in giurisprudenza nel 1975.
Nel 1972 fu eletto presidente dell'unione degli studenti liberali fiamminghi a Gand, mentre nel 1976 fu eletto membro del consiglio comunale di Gand, di cui fece parte fino al 1982. Nel 1985 divenne membro della Camera dei rappresentanti, della quale fece parte ininterrottamente fino al 1995. Fu segretario politico di Willy De Clercq.

## Carriera politica

### Presidente del Partito della Libertà e del Progresso e dei Liberali e Democratici Fiamminghi
Nel 1979 fu eletto presidente nazionale del movimento giovanile del Partito della Libertà e del Progresso (PVV). Presiedette il movimento fino al 1981, e l'anno successivo fu eletto presidente nazionale del PVV. Presiedette il partito fino al 1985, quando fu nominato vice primo ministro e ministro per il bilancio, la ricerca e la programmazione. Nel 1988 terminò l'incarico di governo e l'anno successivo tornò a presiedere il PVV.
Nel 1992 il partito assunse il nome di Liberali e Democratici Fiamminghi (VLD), Verhofstadt lo presiedette fino al 1995. Tra il 1995 e il 1999 Verhofstadt fu membro del Senato federale. Tra il 1997 e il 1999 tornò a presiedere il VLD.

### Primo ministro
Dopo le elezioni federali belghe del 13 giugno 1999, Verhofstadt fu nominato Primo ministro e formò un governo di coalizione tra i liberali, i socialisti e gli ecologisti. Nel secondo semestre del 2001 fu presidente di turno del Consiglio dell'Unione Europea. La vittoria dei liberali e socialisti alle elezioni del 18 maggio 2003 gli permise di rimanere Primo ministro e di formare un governo di coalizione tra socialisti e liberali.
A seguito della sconfitta subita dal VLD alle elezioni legislative del 10 giugno 2007, Verhofstadt rassegnò le dimissioni. Si aprì una lunga crisi politica durata quasi 200 giorni, che si risolse con la nomina il 23 dicembre 2007 di un governo ad interim guidato ancora da Verhofstadt . Il 20 marzo 2008 fu nominato Primo ministro Yves Leterme. Tra il 2007 e il 2009 Verhofstadt ha fatto parte del consiglio comunale di Gand.

### Presidenza ad interim dei Liberali e Democratici Fiamminghi Aperti
Il 7 giugno 2009, Guy Verhofstadt è diventato il primo vicepresidente dell'Open Vld a passare alla carica di presidente ad interim del partito. Ciò è accaduto dopo che il presidente del partito Bart Somers ha rassegnato le dimissioni a seguito della sconfitta elettorale alle elezioni fiamminghe del 2009. Verhofstadt ha temporaneamente assunto la presidenza dei liberali fiamminghi fino a quando le elezioni per la presidenza del 12 dicembre 2009 hanno portato Alexander De Croo ad essere nuovo presidente.

## Dopo il governo

### Capogruppo al Parlamento europeo
Nel 2009 Verhofstadt fu eletto parlamentare europeo e il 30 giugno 2009 fu eletto presidente del gruppo politico dell'ALDE. Nel settembre 2010 promosse, assieme a Daniel Cohn-Bendit, la formazione del Gruppo Spinelli per il rilancio dell'integrazione europea.
Molto critico nei confronti della Presidenza russa di Vladimir Putin durante la crisi ucraina, nel maggio 2015 è tra le 89 personalità europee non gradite in Russia
Dopo le elezioni è riconfermato capoguppo dell'ALDE.

### Amministratore della holding Sofina e altri incarichi
Dal maggio 2012 è, per un periodo di tre anni, amministratore indipendente della holding Sofina. È anche direttore del fondo pensionistico olandese APG e dell'armatore Exmar. Questi tre mandati gli portano un reddito lordo di 130.000, 42.840 e 60.000 € rispettivamente nel 2013.

### Candidato alla presidenza della Commissione europea

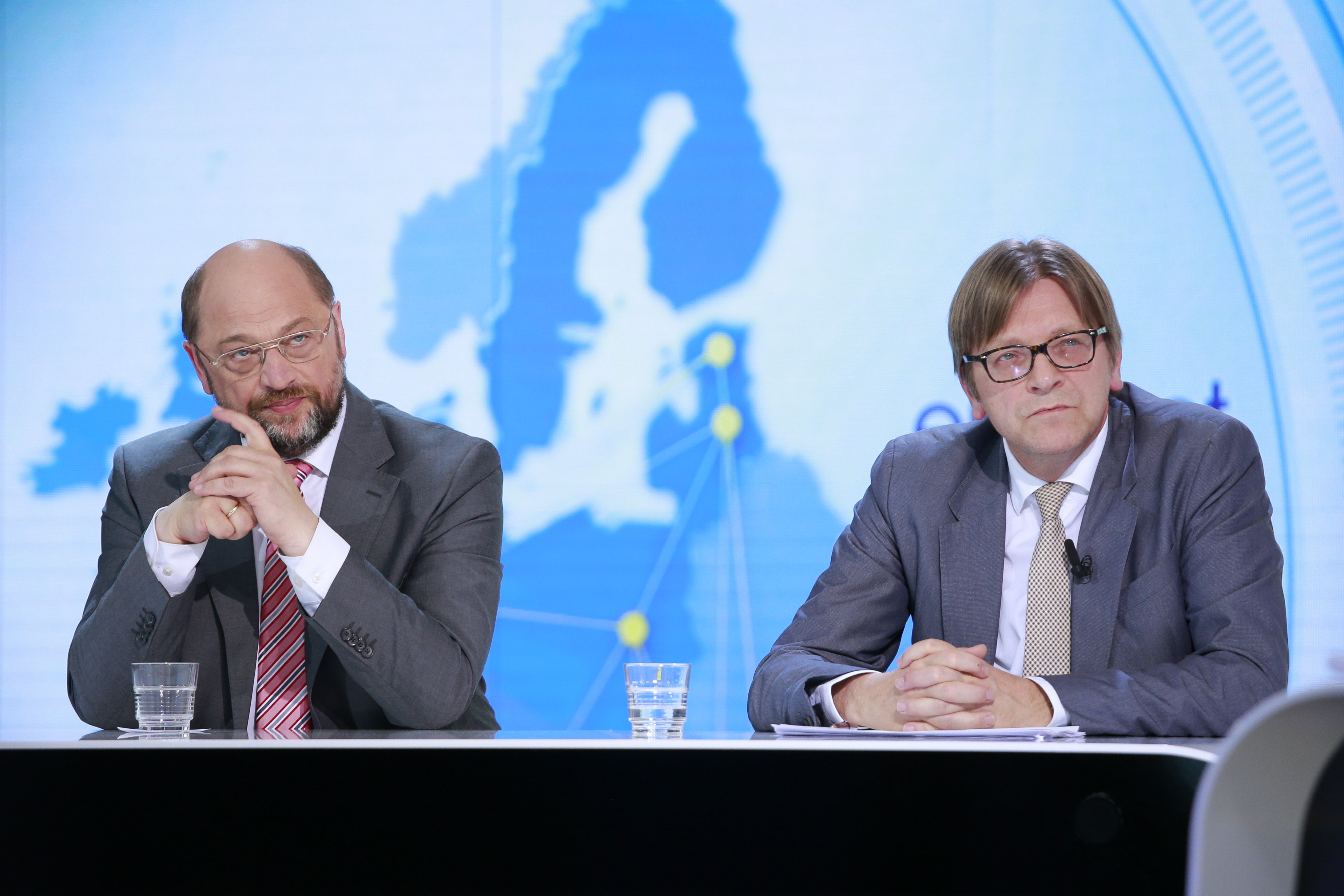
Guy Verhofstadt in un dibattito nella campagna elettorale europea del 2014 con il suo concorrente socialdemocratico Martin Schulz

Il 4 dicembre 2013, i leader liberali dei paesi del Benelux hanno dato sostegno a Verhofstadt come candidato alla presidenza della Commissione europea dopo le elezioni del Parlamento europeo del 2014. In precedenza, era stato proposto come candidato del Partito Socialista Europeo Martin Schulz. Il giorno dopo, il commissario Olli Rehn ha annunciato che aspirava alla presidenza. Il 18 dicembre 2013 è arrivata la notizia che quattordici altri leader del partito liberale hanno supportato Rehn in questo. L'olandese Mark Rutte (VVD) e il tedesco Christian Lindner (FDP) sono stati nominati mediatori per l'ALDE. L'ALDE il 20 gennaio 2014 ha annunciato che ha portato alla nomina di Verhofstadt, a nome del partito liberale. Rehn è un candidato per un'altra alta posizione.
Verhofstadt è prossimo candidato come presidente e leader dell'Open VLD per le elezioni europee in Belgio del 2014.

### Politica europea e sostegno a Emmanuel Macron
Nell'agosto 2015 Guy Vehofstadt ha chiesto una riforma del sistema di asilo e immigrazione in risposta alla crisi migratoria in Europa. Ha criticato il primo ministro britannico David Cameron e il presidente francese François Hollande per la loro opposizione alla proposta della Commissione europea per distribuire l'asilo tra i paesi dell'Unione europea. Invita inoltre la Francia, il Regno Unito e l'Ungheria a interrompere la costruzione di muri e misure di sicurezza alle frontiere e a concentrare i loro sforzi sull'assistenza umanitaria.

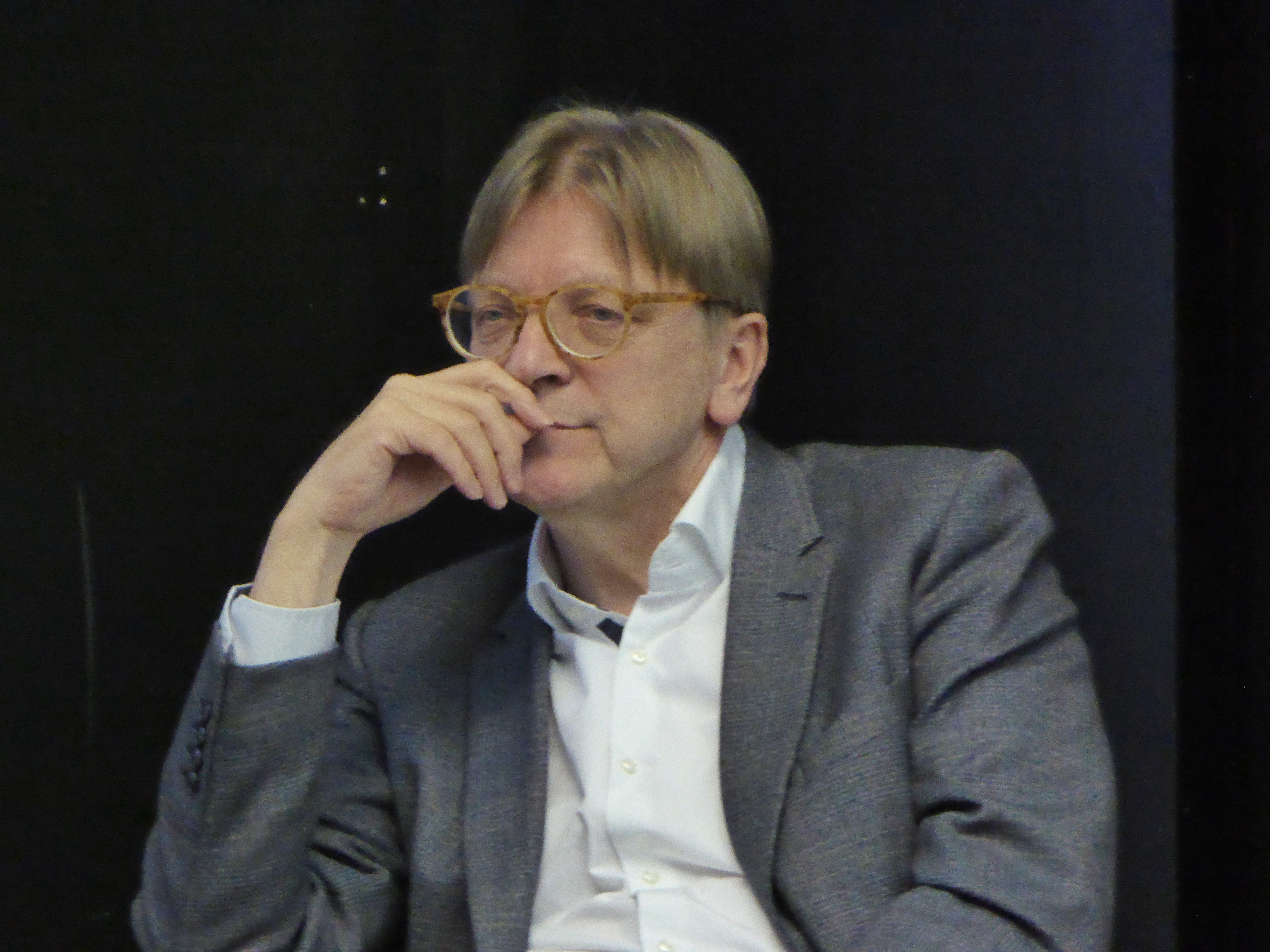
Guy Verhofstadt al Forum sul Futuro dell'Europa nel 2017

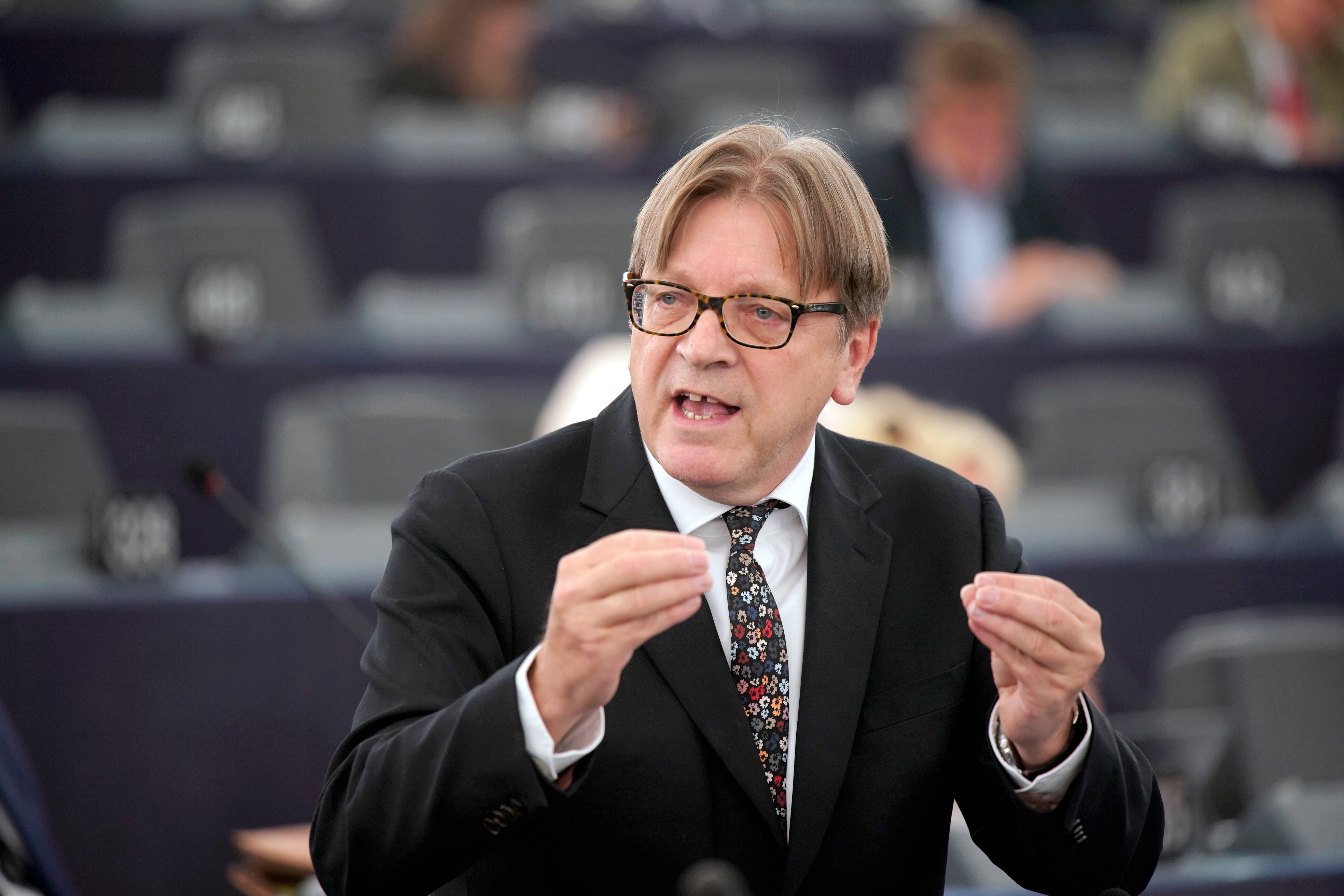
Guy Verhofstadt nel dibattito sulla Brexit (2019)

L'8 settembre 2016 è stato nominato rappresentante del Parlamento europeo nei negoziati sull'uscita del Regno Unito dall'EU (Michel Barnier è il capo negoziatore). Alla fine del 2016 affronta Sylvie Goulard come candidato ALDE nelle future elezioni del Presidente del Parlamento europeo..
È responsabile del coordinamento del lavoro del Parlamento europeo sulla questione della Brexit. Nel corso del 2017 sostenne Emmanuel Macron, candidato alle elezioni presidenziali francesi del 2017..

## Gruppo Spinelli
Il 15 settembre 2010, Verhofstadt ha lanciato la nuova iniziativa del Gruppo Spinelli al Parlamento europeo con Daniel Cohn-Bendit, Isabelle Durant e Sylvie Goulard per dare un nuovo impulso alla lotta per un'Europa federale. Famosi seguaci sono Jacques Delors, Mario Monti, Andrew Duff, Elmar Brok, Pat Cox e Joschka Fischer. In questa prospettiva ha pubblicato nell'ottobre 2012 per l'Europa insieme a Daniel Cohn-Bendit, un appello per un'Europa federale più integrata.

## Vita privata
Verhofstadt è sposato e ha due figli. Vive a Gand.

## Pubblicazioni
- The United States of Europe (2006)
- The New Age of Empires (2008)
- Emerging from the Crisis: How Europe can Save the World (2009)
- Per l'Europa! Manifesto per una rivoluzione unitaria, con Daniel Cohn-Bendit (Mondadori, 2012)

## Onorificenze

### Onorificenze belghe
- Ministro di Stato, 1995